# Tettisama quinquemaculata
Tettisama quinquemaculata är en insektsart som beskrevs av Ernst Friedrich Germar 1821. Tettisama quinquemaculata ingår i släktet Tettisama och familjen dvärgstritar. Inga underarter finns listade i Catalogue of Life.